# Rusudan Bolkwadze
Rusudan Bolkwadze (gruz.: რუსუდან ბოლქვაძე; ur. 6 listopada 1959 w Tbilisi) – gruzińska  aktorka teatralna i filmowa, reżyserka.

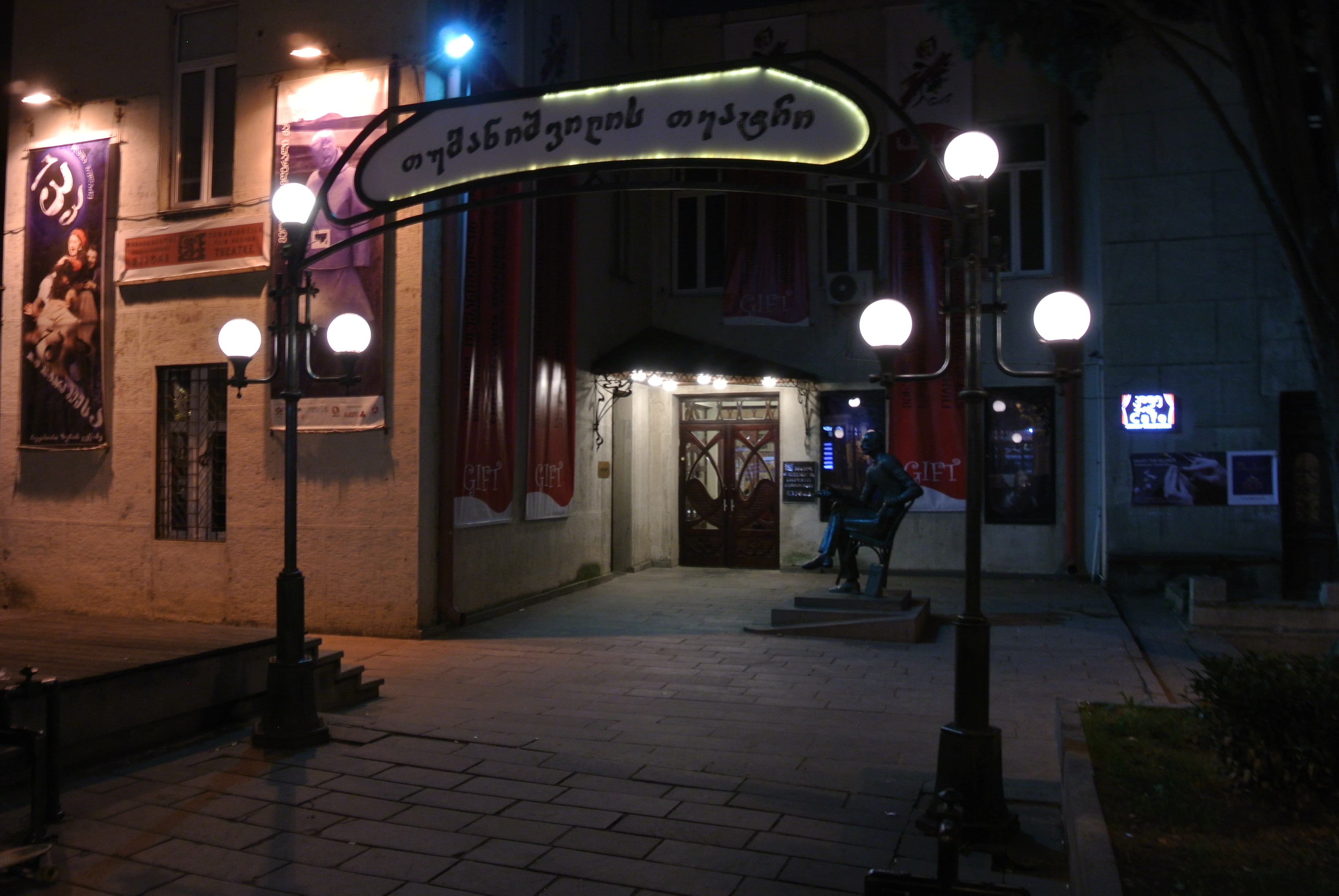
Wejście do Teatru Tumaniszwiliego

## Biografia
W 1980 roku ukończyła studia na Wydziale Aktorskim Dramatu i Filmu Gruziński Państwowy Uniwersytet Teatru i Kina im. Szota Rustawelego w Georgii pod kierunkiem wybitnej wykładowczyni profesor Lili Ioseliani. Po studiach została zatrudniona przez reżysera teatralnego Micheila Tumaniszwiliego. Trupa otrzymała scenę na terenie starego studia filmowego Gruzija-film. W ten sposób powstał Nowy Teatr Gruziński, później nazwany Teatrem Aktorów Filmowych. Rusudan spędziła 40 lat w teatrze Tumaniszwiliego, występowała także w różnych teatrach w Gruzji. Na swoim koncie ma około stu ról w teatrze, kinie, gruzińskiej telewizji i radiu. Wśród nich wiele głównych ról w znanych produkcjach. Angażuje się w działalność społeczną i edukacyjną,  wystawiała szkolne przedstawienia m.in.: Skrzypek na dachu (2008), Annie (2010) i Kaukaskie koło kredowe Bertolta Brechta (2011). 

## Filmografia
- 1982: Banaki, reż. Nikoloz Culadze
- 1982: Araczweulebriwi reisi, reż. Bidzina Czcheidze
- 1984: Akedana da szenamde, reż. Leila Gordeladze
- 1985: Medżlisi gakidul sachlszi, reż. Micheil Antadze
- 1986: Sizmara, reż. Merab Saralidze
- 1986: Modi, wilaparakot, reż. Ramaz Giorgobiani
- 1986: Robinzoniada anu czemi ingliseli papa, reż. Nana Dżordżadze
- 1988: Wamechi Modis, reż. Otar szamatawa, Otar litaniszwili
- 1989: Cchowreba don kichotisa da sanczosi, reż. Rewaz Czcheidze
- 1993: Leonardo, reż. Dawit Nacwliszwili
- 1996: Ra gacinebs?, reż.  Teimuraz Butikaszwili
- 2003: Mas szemdeg, rac Otari cawida, reż. Żuli Bertuczeli
- 2003: Ghmerto, risi gulistwis... Umaduri, reż. Grigol (Giga) Lortkipanidze
- 2009: Bedniereba, reż. Salome (Nuca) Aleksi-Meschiszwili
- 2009: Konpliktis zona (Gaseirneba Karabaghszi 2), reż. Wano Burduli